# Castel Michelsburg
Il Castel Michelsburg (talvolta italianizzato in castello di San Michele; in tedesco Michelsburg o Michlsburg) è un castello che si trova a San Lorenzo di Sebato, vicino a Brunico, in Provincia di Bolzano. Il castello è anche noto con il nome "Castello del Principe Vescovo Andrea". La variente italiana, san Michele, è stata creata solo nel corso dell'italianizzazione ad opera del fascismo, ed è un'invenzione, riferendosi il nome originario, Michelsburg, non al nome proprio "Michele", ma all'aggettivo alto tedesco medio "michel" che significa "grande, maestoso" (il "grande castello").

## Storia del castello

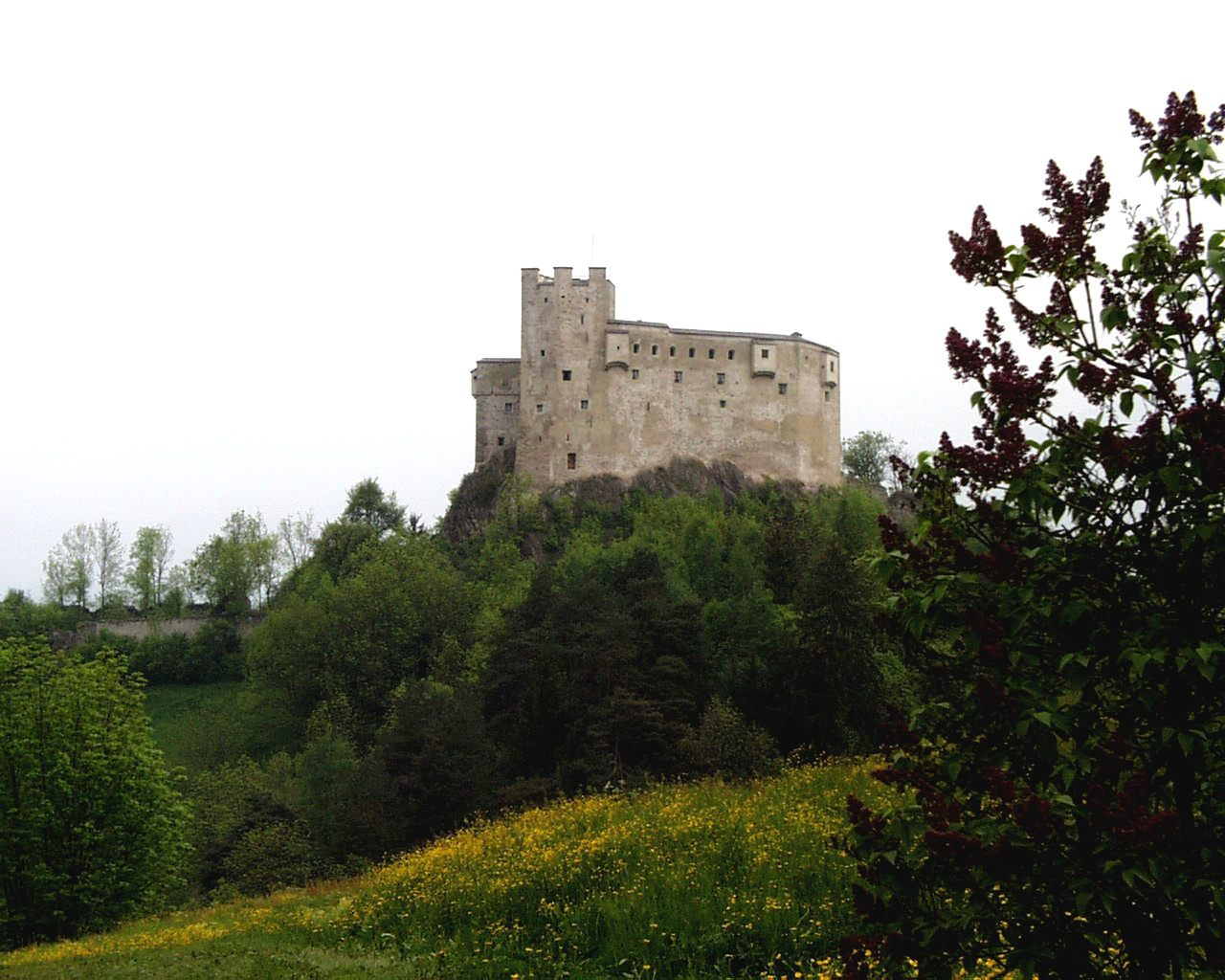
Un'immagine del castello

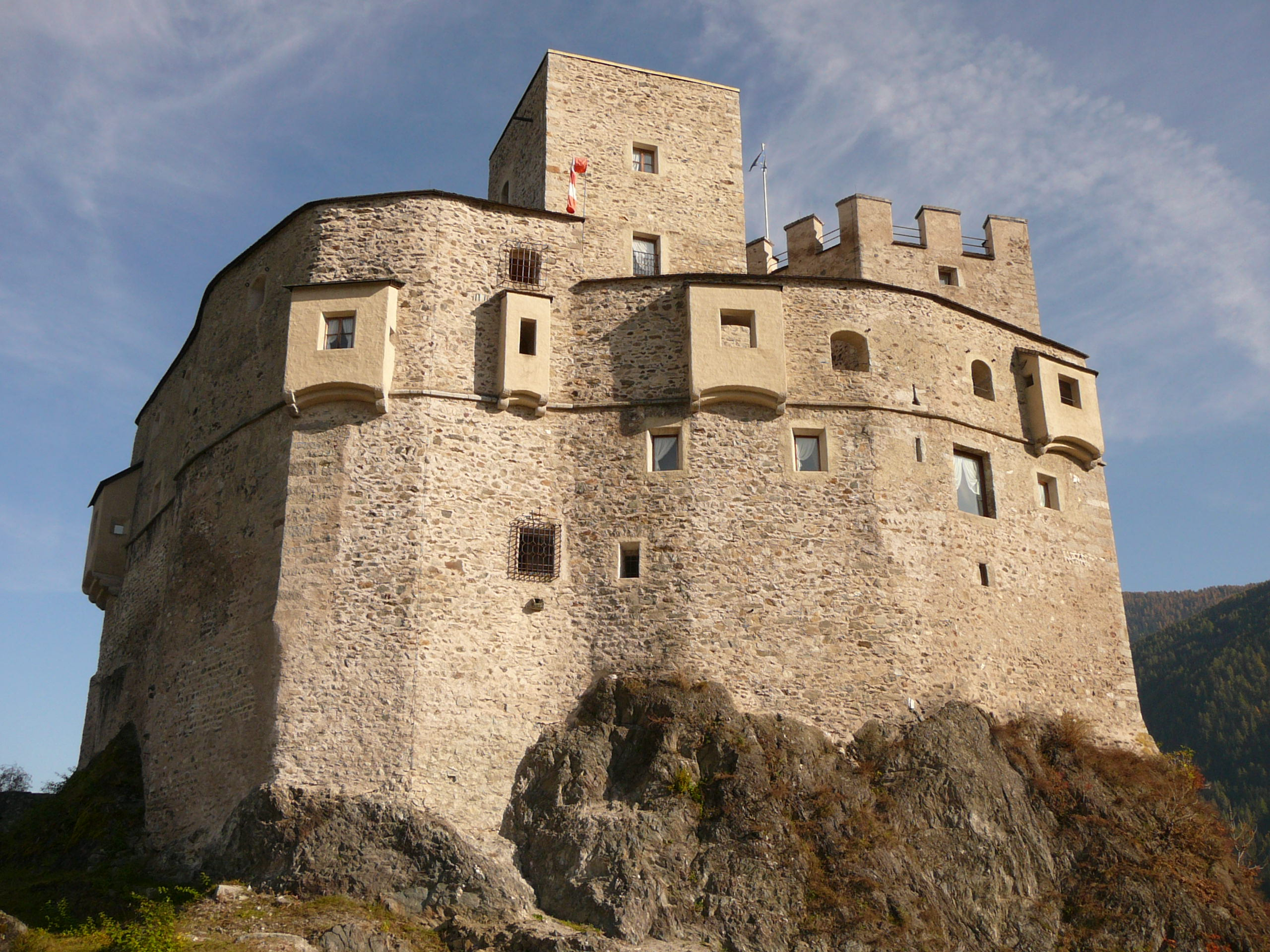
Un'immagine del castello

Il castello si trova sopra una collina a 956 m s.l.m., nei pressi del centro abitato di San Martino (St. Martin o Martinsdorf) nel territorio comunale di San Lorenzo di Sebato. Il castello fu eretto attorno all'anno 1165, in stile romanico, e oggi ne restano soltanto alcuni ruderi, in buono stato, ma non è comunque visitabile.
Nella storia il castello è stato un feudo dei principi vescovi di Bressanone. In seguito passò ai Conti di Andechs, ai Conti di Gorizia, ai Conti di Tirolo nel 1500 e successivamente nel 1678 ai Künigl.
La Michelsburg nel corso del tempo ha subito alcune modifiche nella struttura, ad esempio fu costruita una seconda torre, e nel XVI secolo fu eseguito un completo restauro.
Attualmente il castello si presenta con le mura che cingono la costruzione attorno ad un cortile centrale, caratterizzata da due torri ravvicinate. Recentemente è stata anche costruita una piattaforma d'atterraggio per elicottero.

## Il castello e gli anabattisti
Nel 1538 due hutteriti anabattisti, Martin da Villgraten e Kaspar Schuster, rei di professare una fede diversa, vi furono reclusi per lungo tempo e alla fine furono uccisi con un colpo di spada.
Spesso il castello si trova menzionato come luogo di detenzione: infatti dalla metà del XIV secolo la sua amministrazione era stata affidata dai Conti di Gorizia a giudici rurali, il cui tribunale aveva sede proprio nel castello. Si stima che almeno 24 persone furono messe a morte perché non vollero abiurare, tra cui il noto Jakob Hutter, e Jörg Wenger che invece fu catturato nel 1590 in val Pusteria ed imprigionato a San Lorenzo di Sebato; egli fu torturato al castello e morì nel 1591 a Bressanone.

## Curiosità
- Vicino al castello si trova la chiesetta di Santa Maria di Sares (Maria Saalen), dove si venera la Madonna Nera.

- La strada che da San Lorenzo di Sebato passa per il castello, e poi Sares, fino ad arrivare a Pederoa, è la strada più antica della val Badia, che fu sostituita dalla nuova strada nel 1892.